# Jüdischer Friedhof Kehl

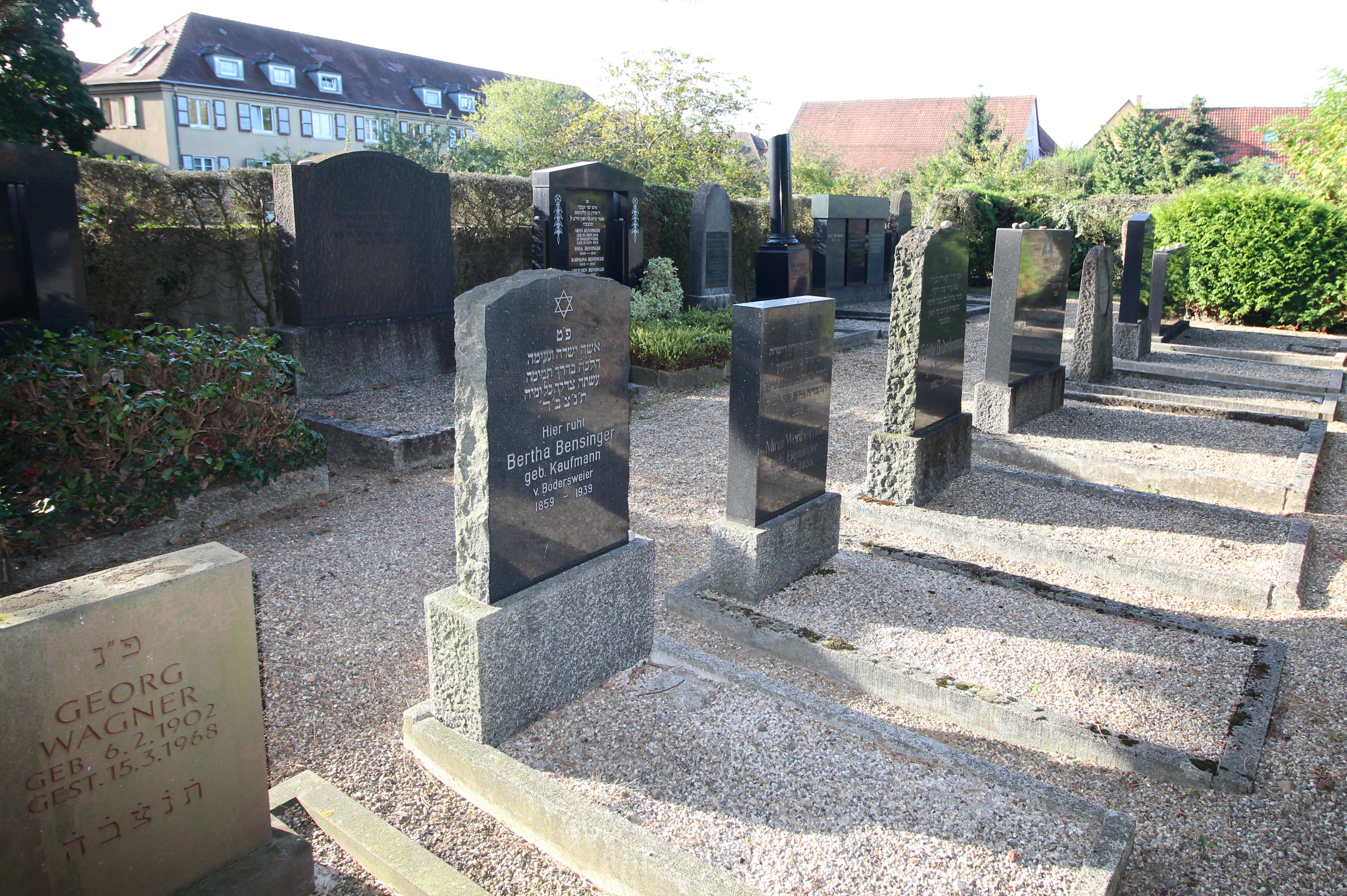
Jüdischer Friedhof in Kehl

Der Jüdische Friedhof Kehl ist ein jüdischer Friedhof in Kehl, einer Stadt im Ortenaukreis in Baden-Württemberg. Der Friedhof ist ein geschütztes Kulturdenkmal. 
Die Toten der jüdischen Gemeinde Kehl wurden bis 1924 auf dem jüdischen Friedhof Freistett beigesetzt. Im Jahr 1924 wurde ein eigener Friedhof als Teil des christlichen Friedhofs an der Friedhofstraße errichtet. Der jüdische Friedhof hat eine Fläche von 6,08 Ar, heute sind noch 17 Grabsteine erhalten.